# شوكت شامزر علي
شوكت علي (بالإنجليزية: Shawkat Ali) أو شوكت شامزر علي (بالبنغالية:শওকত আলী) (20 نيسان 1918 - 18 أيلول 1975) سياسي وزعيم حركة اللغة البنغالية. وأحد مؤسسي حركة عوامي الإسلامية، التي أصبحت فيما بعد رابطة عوامي وهي الآن رابطة عوامي البنغلاديشية. توفي بسكتة دماغية عام 1975 ميلادية ودفن في مقبرة جورين في دكا. وكان عضوا في ( Rastrabhasa Sangram Parishad)وكان أيضا رئيس منظمة(Dhaka City Awami League) خلال عام 1950 ميلادية، كان منزله في (150 تشوك موغولتولي دكا) مركزا للعديد من الأنشطة والاجتماعات خلال حركة اللغة.

## النشأة
ولد شوكت علي في عائلة سنية بارزة في غانداريا، دكا، ولاية البنغال الشرقية. كان والده شامزر رجل أعمال بارز في المنطقة وكانت والدته مهيرونيسا ختام ربة منزل. فقد والدته عندما كان في الثانية من عمره، فرباه والده وأعمامه وعماته وخالاته. دخل المدرسة الثانوية الإسلامية. ثم دخل كلية جاغانات وحصل على درجة البكالوريوس. وبعدها ذهب للدراسات العليا في دكا ولم يكمل دراسته فيها بسبب المشاركة السياسية.

## العمل السياسي
انخرط شوكت علي بعمق في العمل السياسي مع تمضون مجليش. في 30 ديسمبر 1947 دعي إلى اجتماع في مبنى راشد. تم تشكيل أول لجنة تابعة لحركة اللغة وتم انتخاب شوكت علي كأحد أعضاء تلك اللجنة.
في 2 مارس 1948 تم انتخابه أحد أعضاء اللجنة الفرعية الثانية لحركة اللغة. دعت اللجنة الفرعية الثانية إلى إضراب عام في جميع أنحاء البلاد في 11 مارس 1948. كان هذا أول إضراب لحركة اللغة. لعب شوكت علي دورًا مهمًا خلال هذا الإضراب. بدأ هو وأصدقائه في التجمع أمام المدخل الثاني لمبنى الأمانة العامة. تدخلت الشرطة وتم اعتقاله مع عدد من زملائه المتظاهرين. واعتُقل في ذلك اليوم أيضًا الشيخ مجيب الرحمن وخليج نواز خان وشمس الحق وأولي عهد وعبد الواحد وغيرهم. ورفعت قضايا منفصلة ضد شوكت علي وكازي جولام محبوب. تم إطلاق سراح جميع المعتقلين مساء يوم 15 مارس بعد التوقيع على راشتروباشا تشوكتي (معاهدة حركة اللغة). رفضت السلطات الإفراج عن شوكت علي وكازي جولام محبوب لأنهما تلقيا تهمًا منفصلة ضدهما بالإضافة إلى تهم الاعتقال. عند هذه النقطة، بدأ القادة والنشطاء الآخرون المفرج عنهم بالصراخ على سلطات السجن وأعلنوا أنهم لن يغادروا السجن حتى يتم إطلاق سراح جميع القادة. وأخيراً اضطرت السلطات إلى إطلاق سراح القادة الآخرين.
في 16 مارس 1948، تم عقد اجتماع للطلاب في حرم جامعة دكا للمطالبة لتكون اللغة البنغالية لغة رسمية. بعد الاجتماع، قاد الشيخ مجيب الرحمن مسيرة نحو قاعة الجمعية. فجأة، تعرض الطلاب للهجوم من قبل الشرطة. بدأ رجال الشرطة باستخدام الهراوات وقذائف الغاز المسيل للدموع وأطلقوا النار. وأصيب 19 ناشطًا في ذلك اليوم وأصيب شوكت علي بجروح بالغة.
وصلت «حركة اللغة» إلى ذروتها في عام 1952.
قاد شوكت علي العديد من الاحتجاجات والتجمعات والاعتصام خلال الأيام المأساوية والمصيرية في فبراير 1952. تم اعتقاله مرة أخرى في 2 مارس 1952، وسُجن لمدة طويلة.

## الوفاة
تعرض لسكتة دماغية في 15-9-1975 بعد سماعه خبر اغتيال الشيخ مجيب الرحمن، وتوفي في 18-9-1975 في المستشفى في دكا، ودفن في مقبرة جورين في دكا.

## أسرته
في عام 1960 تزوج من (رحيمة خاتون) وأنجبت له ثلاثة أولاد وبنتا واحدة.

## تراثه
في عام 2011 ميلادية حصل على(إكوشي باداك) وهي واحدة من أعلى الجوائز المدنية في بنغلاديش، تقديرا لمساهمته البارزة في حركة اللغة.